# Elena Ódena
Elena Ódena, (Bilbao, 1930 - Madrid, 10 de novembre de 1985) va ser la fundadora i secretària general del Partit Comunista d'Espanya (marxista-leninista) fins a la seva defunció. Revolucionària i defensora del comunisme, va dedicar la seva vida a la lluita contra la dictadura franquista i a la defensa i propagació dels principis marxistes-leninistes.

## Vida i militància
Elena Ódena neix a Bilbao en una família humil en vespres de la proclamació de la Segona República Espanyola. En plena adolescència, amb la recent instauració de la dictadura franquista, es va anar a estudiar a Regne Unit amb tan sols 15 anys. Des d'aquí va organitzar i va dirigir la Joventut Comunista d'Espanya, ingressant poc després en la militància del Partit Comunista d'Espanya.

### Militància en el Partit Comunista d'Espanya (PCE)
A la fi dels anys quaranta va ingressar en les files del Partit Comunista d'Espanya, on va exercir llocs de responsabilitat en el partit en l'àmbit de l'emigració i l'exili. En la dècada dels seixanta, després de la presa de posició del partit en defensa de la reconciliació nacional, acordada al VI Congrés, Elena Ódena juntament amb Raúl Marco i una sèrie de camarades, van iniciar la lluita en el si del PCE contra el que ells cridaven revisionisme carrillista. Per a això, van començar a redactar un periòdic anomenat La Chispa, en oposició a la línia marcada pel partit i organitzat per Ódena.

### Constitució del Partit Comunista d'Espanya (marxista-leninista)
El 1964 sorgeix el Partit Comunista d'Espanya (marxista-leninista), també conegut com a PCE(m-l), producte de les discrepàncies ideològiques irreconciliables en el si del PCE. El PCE(m-l) va agrupar als diversos grups marxistes-leninistes existents al desembre de 1964. Des de la seva creació, Elena Ódena va formar part de la direcció del partit. El 1966, després de la detenció del secretari general García Moya, va ser triada secretària general del partit, càrrec per al que seria reelegida repetidament fins a la seva defunció.
Va dirigir el comitè de redacció de l'òrgan central del PCE (m-l), Vanguardia Obrera, i de la revista teòrica Revolución Española. Va prendre part de forma activa i directa en la fundació, a principis de 1971, del Front Revolucionari Antifeixista i Patriota (FRAP), juntament amb Julio Álvarez del Vayo.
Finalment, Elena va morir el 10 de novembre de 1985, víctima d'una greu malaltia.

## Escrits polítics
Elena Ódena té una sèrie de textos coneguts com a "escrits polítics" en els quals tracta temes com el liberalisme en el partit comunista, l'estudi del marxisme-leninisme o la lluita contra el revisionisme. Aquests van ser recopilats i publicats per l'editorial "Vanguardia Obrera" el 1986, un any després de la seva defunció.